# Lista de presidentes da Chéquia
O presidente é o chefe de Estado da Chéquia, ou Tchéquia. A maioria dos seus poderes é representativa. O seu poder mais forte é o do veto, ele pode devolver leis ao parlamento. Contudo, o seu veto pode ser ultrapassado pelo parlamento.
O presidente é eleito pelo parlamento para um mandato de cinco anos, não mais de duas vezes consecutivas. Se não houver um presidente eleito no fim do mandato do presidente cessante, alguns dos seus poderes são exercidos pelo primeiro-ministo e outros pelo presidente da Câmara dos Deputados.

## Galeria de presidentes
| Nº | Presidente                                       | Presidente               | Mandato                | Mandato                | Partido      | Nota(s)                                                      | Eleição |
| -- | ------------------------------------------------ | ------------------------ | ---------------------- | ---------------------- | ------------ | ------------------------------------------------------------ | ------- |
| 1  |                                                  | Václav Havel (1936–2011) | 2 de fevereiro de 1993 | 2 de fevereiro de 2003 | Independente | Presidente da Tchecoslováquia (1989–1992)                    | 1993    |
| 1  | 1998                                             | Václav Havel (1936–2011) | 2 de fevereiro de 1993 | 2 de fevereiro de 2003 | Independente | Presidente da Tchecoslováquia (1989–1992)                    |         |
| 2  |                                                  | Václav Klaus (1941–)     | 7 de março de 2003     | 7 de março de 2013     | ODS          | Primeiro-ministro (1992–1998)                                | 2003    |
| 2  | 2008                                             | Václav Klaus (1941–)     | 7 de março de 2003     | 7 de março de 2013     | ODS          | Primeiro-ministro (1992–1998)                                |         |
| 3  |                                                  | Miloš Zeman (1944–)      | 8 de março de 2013     | 8 de março de 2023     | SPO          | Primeiro-ministro (1998–2002)                                | 2013    |
| 3  | 2018                                             | Miloš Zeman (1944–)      | 8 de março de 2013     | 8 de março de 2023     | SPO          | Primeiro-ministro (1998–2002)                                |         |
| 4  |                                                  | Petr Pavel (1961–)       | 9 de março de 2023     | Incumbente             | Independente | Chefe do Estado-Maior das Forças Armadas Tchecas (2012–2015) | 2023    |
| 4  | Presidente do Comitê Militar da OTAN (2015–2018) | Petr Pavel (1961–)       | 9 de março de 2023     | Incumbente             | Independente |                                                              | 2023    |